# Tupolev Tu-28
Derivado do Tu-98, o Tu-128 era (Tu-28 no ocidente) um interceptor "all weather" de longo alcance, maior do que qualquer outro caça da sua época. O Tu-128 era armado com quatro mísseis AA-5 “Ash”, sendo dois por orientação de IR (infra red) e dois por radar semi-ativo (SARH – semi active radar homing), seguindo o padrão soviético. A designação TU-128P para serviço, a letra “P”, significava perekhvatchik (interceptor). Já para a OTAN, ele foi designado de "fiddler".
Tinha mais de 26 m de comprimento e por isso necessitava de grandes áreas para aproximação, bem como de pistas mais longas do que qualquer outro avião da frota soviética.
O avião era propulsionado por dois turbojatos com pós combustão, com cerca de 11.000kg de empuxo. A envergadura era de 18,1 m, altura de 7 m e comprimento de 27,2 m. Pesando cerca 40.000 kg, alcançava a velocidade máxima (com os quatro AAMs e alta altitude) de Mach 1,6. O seu raio de combate foi estimado em 1.250 km com um teto de serviço de 15.000m.

## Variantes
- Tu-28 ('Fiddler-A')
- Tu-128 ('Fiddler-B')
- Tu-128UT (Tu-28UT)
- Tu-128M

Abandonados
- Tu-28A
- Tu-28-80
- Tu-28-100
- Tu-138
- Tu-148